# Noe TV
Noe TV – czeska telewizja niekomercyjna, emitująca treści o tematyce chrześcijańskiej (zwłaszcza katolickiej).
Kanał rozpoczął nadawanie w 2006 roku. Kanał nadaje na satelicie Astra 3A (23,5°E) w przekazie niekodowanym przez 16 godzin dziennie (od 8:00 do 24:00).
Kanał emituje także polskie bajki, m.in. takie jak: Bolek i Lolek, Reksio, czy Miś Uszatek.
Stacja dostępna jest przez platformy cyfrowe, telewizja naziemna (DVB-T), sieci kablowe i przez Internet.